# Dia Internacional de la Jardineria Nua
El Dia Internacional de la Jardineria Nua és un esdeveniment anual que se celebra generalment el primer dissabte de maig.

## Història
El Dia Internacional de la Jardineria Nua va ser creat i organitzat per Mark Storey (editor de la revista Nude & Natural) i el permacultor Jacob Gabriel, com a projecte de Body Freedom Collaborative (BFC) i com a forma d'agricultura de guerrilla.

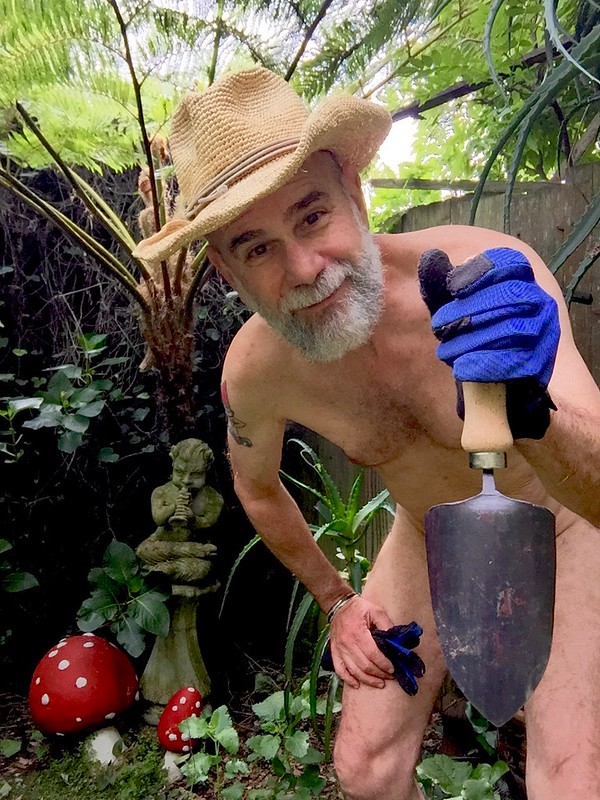

Tot i que el fenomen es va estendre ràpidament a nivell internacional, Storey i Johnson no han hagut de fer grans esforços per a promocionar el Dia Internacional de la Jardineria Nua des que el van iniciar. Van ajudar a crear un lloc web des del principi i després van passar a un segon pla, ja que consideraven que la idea de la introducció de la nuesa a través de la jardineria era valuosa i creixeria orgànicament per si sola.
El primer Dia Internacional de la Jardineria Nua va tenir lloc el 10 de setembre de 2005, i el 2007 la data de l'esdeveniment es va traslladar al primer dissabte de maig. El 2018, però, la Federació Naturista de Nova Zelanda va adoptar l'últim cap de setmana d'octubre com el Dia Internacional de la Jardineria Nua car es va considerar que aquesta data s'adaptava millor al clima de l'hemisferi sud.
Els organitzadors asseguren que «a més de ser alliberadora, la jardineria nua és la segona activitat després de la natació que la gent està més disposada a fer nua». Durant el cinquè Dia Internacional de la Jardineria Nua al Regne Unit, celebrat l'any 2010, els organitzadors van animar la gent a anar nua als seus jardins privats o als jardins públics.